# غار قدمگاه
غار قدمگاه یکی از غارهای تاریخی استان آذربایجان شرقی است که در شهرستان آذرشهر واقع شده‌است. این غار در نزدیکی روستای قدمگاه واقع در جنوب شهر آذرشهر قرار گرفته‌است. قدمت آن به‌طور دقیق مشخص نشده‌است؛ ولی به دورهٔ پیش از اسلام نسبت می‌دهند.
مسجد قدمگاه در نزدیکی روستای قدمگاه (روستای بادامیار) در ۱۲ کیلومتری جنوب شرقی آذرشهر قرار دارد و مانند غاری در دل کوه کنده شده و در دوره‌های قبل از اسلام به عنوان معبد مهری استفاده می‌شد. این معبد در قرون ۶ الی ۸ هجری قمری به عنوان تکیه عرفا و دراویش و سپس به عنوان مسجد مورد استفاده قرار گرفت. فضای غار زیرزمینی دایره شکل است که قطری برابر ۱۵ متر دارد. برخی از باستان‌شناسان آن را به دوران پیش از تاریخ نسبت می‌دهند که بعداً به صورت آتشکده و بعد از آن با تعبیه محرابی که رو به قبله دارد، به صورت عبادتگاه اسلامی درآمده است.